# Papà... abbaia piano!
Papà... abbaia piano! (Popi) è un film del 1969 diretto da Arthur Hiller.

## Trama
Abraham Rodriguez, un povero immigrato portoricano a New York, ha due bambini che, a causa della necessità di lavorare, non riesce a seguire con la cura dovuta. Perciò escogita un piano per assicurare loro  un futuro migliore: li porterà a Miami in Florida e cercherà di farli passare per due profughi cubani, che così saranno poi adottati da una famiglia facoltosa. Ma il piano non va come previsto.

## Critica
Il Mereghetti. Dizionario dei film (1993): **
«[...] miscela con equilibrio i toni seri e quelli comici [...] Bravo e simpatico Arkin.»

## Serie televisiva
Dal film è stata tratta una serie televisiva, Popi, andata in onda dal 1975 al 1976 sulla CBS.